# トマシュ・ゴーダー
トマシュ・ゴーダー（Tomáš Goder、1974年9月4日 - ）は、チェコのデスナー(Desná)出身の元スキージャンプ選手で、1991年から1998年にチェコスロバキアおよびチェコ代表として活躍した。

## プロフィール
1991年のノルディックスキージュニア世界選手権で個人銀メダル、団体金メダルを獲得した。
1992年1月25日、26日のスキーフライングでワールドカップ自己最高位となる4位に2日連続で入賞した。
これに続くアルベールビルオリンピックで団体銅メダルを獲得、個人ラージヒルでは20位、個人ノーマルヒルで48位だった。
また同年のスキーフライング世界選手権でも自己最高位となる4位に入賞している。